# Татаринское Лесничество
Татаринское Лесничество — опустевший населенный пункт в Оленинском муниципальном округе Тверской области.

## География
Находится в юго-западной части Тверской области на расстоянии приблизительно 20 км на восток-юго-восток по прямой от административного центра округа поселка Оленино.

## История
Был отмечен уже только на карте 1980 года. До 2019 года входил в состав ныне упразднённого Гришинского сельского поселения.

## Население
| 2010 |
| ---- |
| 0    |

Численность населения не была учтена как в 2002 году, так и в 2010.